# 斯氏葉鱸
斯氏葉鱸（學名：Polycentrus schomburgkii），為輻鰭魚綱鱸形目鱸亞目葉鱸科的其中一種，分布於南美洲千里達、委內瑞拉、蓋亞那、蘇利南、法屬圭亞那沿岸溪流淡水、半鹹水域，雌魚體深褐色，雄魚體黑色，帶有綠松石、銀色斑點，體長可達5.5公分，棲息在水質清澈、靜止或流動緩慢的底中層水域，擬態成枯葉般活動，屬肉食性，以蠕蟲、昆蟲、小魚等為食，雌魚一次可產約600顆卵，雄魚會保護卵，可做為觀賞魚。